# Adolf Jäger (voetballer)
Adolf Jäger (Altona, 31 maart 1889 – aldaar, 21 november 1944) was een Duits voetballer.

## Biografie

### Clubcarrière
Jäger groeide op in de toen nog zelfstandige grootstad Altona. Nadat hij begon bij de jeugd van Union Altona maakte hij in 1907 de overstap naar Altona 93. In 1909 werd hij kampioen met Altona nam hij zo deel aan de eindronde om de landstitel. Tegen FC Tasmania Rixdorf maakte hij twee van de vier goals. In de halve finale kreeg Altona een pak slaag van BTuFC Viktoria 1889, het werd 7-0 in Berlijn. De volgende drie seizoenen werd de club telkens kampioen van Hamburg-Altona, maar stuitte dan in de eindronde twee keer op Kieler FV Holstein 02 en één keer op Eintracht Braunschweig. In 1914 werden ze opnieuw Noord-Duits kampioen en namen opnieuw aan de eindronde deel, waar ze verloren van Duisburger SpV. Hij speelde nog tot 1927 voor de club toen hij al bijna veertig was.
In 1944 werd het stadion van Altona omgedoopt in Adolf-Jäger-Kampfbahn na zijn vroegtijdig overlijden bij het verwijderen van munitie.

### Nationaal elftal
Jäger speelde 51 wedstrijden met de selectie van de Noord-Duitse voetbalbond waarmee hij aan de Kronprinzenpokal, later de Bundespokal. Hij scoorde 35 goals en won deze competitie in 1914, 1917 en 1919.
Voor het nationale elftal speelde hij 18 wedstrijden en scoorde daar elf keer. Hij maakte zijn debuut op 7 juni 1908 in Wenen waar hij in de 28ste minuut de aansluitingstreffer scoorde tegen Oostenrijk. Zijn laatste wedstrijd speelde hij op 14 december 1914 in het 1-1 gelijkspel tegen Zwitserland. Hij was de eerste speler die tien interlands kapitein was, een toenmalig record dat pas in 1933 door Ludwig Leinberger verbroken werd.
In 1912 reisde hij met de Mannschaft naar Zweden om deel te nemen aan de Olympische Spelen. Tijdens de wedstrijd tegen Oostenrijk blesseerde doelman Albert Weber zich en Worpitzky nam zijn plaats in doel in. De Duitsers verloren met 1-5 en Jäger scoorde het enige doelpunt. 